# Rối loạn nhân cách phụ thuộc
Rối loạn nhân cách phụ thuộc (DPD) là một rối loạn nhân cách được đặc trưng bởi sự phụ thuộc tâm lý lan tỏa vào người khác. Rối loạn nhân cách này là một chứng bệnh lâu dài  trong đó một người phụ thuộc vào người khác để đáp ứng nhu cầu về cảm xúc và thể chất của họ, và chỉ có một thiểu số đạt được mức độ độc lập bình thường. Rối loạn nhân cách phụ thuộc là một rối loạn nhân cách Nhóm C, đặc trưng bởi sự sợ hãi và lo lắng quá mức. Nó bắt đầu từ tuổi trưởng thành sớm, và nó có mặt trong một loạt các bối cảnh và có liên quan đến hoạt động chức năng không đầy đủ. Các triệu chứng có thể bao gồm bất cứ điều gì từ sự thụ động cực độ, sự tàn phá hoặc bất lực khi mối quan hệ kết thúc, tránh trách nhiệm và phục tùng nghiêm trọng.

## Dấu hiệu và triệu chứng
Những người mắc chứng rối loạn nhân cách phụ thuộc, tỏ ra quá phụ thuộc vào người khác khi đưa ra quyết định. Họ không thể tự mình đưa ra quyết định vì họ cần sự chấp thuận liên tục từ người khác. Do đó, các cá nhân được chẩn đoán mắc DPD có xu hướng đặt nhu cầu và ý kiến của người khác lên trên chính họ vì họ không đủ tự tin để tin tưởng vào quyết định của mình. Loại hành vi này có thể giải thích tại sao những người bị DPD có xu hướng thể hiện hành vi thụ động và đeo bám. Những cá nhân này thể hiện sự sợ hãi của sự chia ly và không thể đứng một mình. Khi ở một mình, họ cảm thấy bị cô lập và cô đơn do sự phụ thuộc quá lớn vào người khác. Nói chung, những người bị DPD cũng bi quan: họ mong đợi những tình huống tồi tệ nhất hoặc tin rằng điều tồi tệ nhất sẽ xảy ra. Họ có xu hướng sống nội tâm hơn và nhạy cảm hơn với những lời chỉ trích và sợ bị từ chối.

## Yếu tố rủi ro
Những người có tiền sử bị bỏ bê và bị ngược đãi dễ bị DPD hơn, đặc biệt là những người liên quan đến các mối quan hệ lạm dụng lâu dài. Những người có cha mẹ bảo vệ quá mức hoặc độc đoán cũng có nhiều nguy cơ phát triển DPD. Có tiền sử gia đình mắc chứng rối loạn lo âu có thể đóng một vai trò trong sự phát triển của DPD khi một nghiên cứu sinh đôi năm 2004 cho thấy khả năng di truyền 0,81 đối với DPD.

## Nguyên nhân
Nguyên nhân chính xác của rối loạn nhân cách phụ thuộc vẫn chưa được biết. Một nghiên cứu vào năm 2012 ước tính rằng từ 55% đến 72% nguy cơ mắc bệnh này được thừa hưởng từ cha mẹ mình.  Sự khác biệt giữa "tính cách phụ thuộc" và "rối loạn nhân cách phụ thuộc" là hơi chủ quan, khiến chẩn đoán nhạy cảm với các ảnh hưởng văn hóa như kỳ vọng về vai trò giới.
Đặc điểm phụ thuộc ở trẻ em có xu hướng gia tăng với các hành vi và thái độ nuôi dạy con cái đặc trưng bởi sự bảo vệ quá mức và độc đoán. Do đó, khả năng phát triển rối loạn nhân cách phụ thuộc tăng lên, vì những đặc điểm nuôi dạy con cái này có thể hạn chế chúng phát triển ý thức tự chủ, thay vì dạy chúng rằng những người khác có quyền lực và có năng lực.
Kinh nghiệm chấn thương hoặc bất lợi sớm trong cuộc sống của một cá nhân, chẳng hạn như bỏ bê và lạm dụng hoặc bệnh nghiêm trọng, có thể làm tăng khả năng phát triển các rối loạn nhân cách, bao gồm rối loạn nhân cách phụ thuộc, sau này trong cuộc sống. Điều này đặc biệt phổ biến đối với những cá nhân cũng trải qua căng thẳng giữa các cá nhân cao và hỗ trợ xã hội kém.
Có tần suất rối loạn cao hơn ở phụ nữ so với nam giới, do đó những kỳ vọng liên quan đến vai trò giới có thể đóng góp ở một mức độ nào đó.

## Chẩn đoán
Bác sĩ lâm sàng và nhà nghiên cứu lâm sàng khái niệm hóa rối loạn nhân cách phụ thuộc về bốn thành phần liên quan:
- Nhận thức: Một nhận thức về bản thân là bất lực và kém hiệu quả, cùng với niềm tin rằng người khác tương đối mạnh mẽ và mạnh mẽ.
- Động lực: Mong muốn có được và duy trì mối quan hệ với những người bảo vệ và người chăm sóc.
- Hành vi: Một mô hình của hành vi tạo thuận lợi cho mối quan hệ được thiết kế để tăng cường mối quan hệ giữa các cá nhân và giảm thiểu khả năng từ bỏ và từ chối.
- Tình cảm: Sợ bị bỏ rơi, sợ bị từ chối và lo lắng về đánh giá của các nhân vật có thẩm quyền.[8]